# Emperador Guangwu de Han
|  | Liu Xiu redirigeix ací. Per l'astrònom i polític de la Dinastia Xin, vegeu Liu Xin. |

L'Emperador Guangwu (13 de gener del 5 aC – 29 de març del 57), nascut a Liu Xiu, va ser un emperador de la Dinastia Han xinesa i restaurador de la dinastia l'any 25 i, per tant, fundador del Han Tardà o Han Oriental (la Dinastia Han restaurada). Va governar només en algunes parts de la Xina i, amb la supressió i conquesta dels cabdills regionals, la totalitat de la Xina es va consolidar en el moment de la seva mort el 57.
Liu Xiu va ser un dels molts descendents de la família imperial de Han. Arran de la usurpació del tron de Han per Wang Mang i la subsegüent guerra civil durant la desintegració de la Dinastia Xin de curta durada de Wang, ell va emergir com un dels descendents de la dinastia caiguda reclamant el tron imperial. Després de reunir forces i proclamar-se a si mateix emperador davant dels altres competidors, va ser capaç de derrotar els seus rivals, destruir l'exèrcit de camperols dels Celles Roges, 赤眉), coneguts per la seva desorganització i lladronejar, i, finalment, reunificar la Xina sencera l'any 36.
Va establir la seva capital a Luoyang, 335 quilòmetres (210 milles) a l'est de l'antiga capital Chang'an, marcant el començament de la Dinastia Han Oriental. Ell va implementar algunes reformes (en particular la reforma agrària, encara que no amb molt d'èxit) amb l'objectiu de corregir alguns dels desequilibris estructurals responsables de la caiguda de l'anterior. Les seves reformes li va donar un nou arrendament de 200 anys a la dinastia Han.
Les campanyes de l'Emperador Guangwu va incloure o involucrar a molts generals capaços però ell mancava d'estrategues importants. Això pot ser ben bé perquè ell mateix semblava ser un brillant estrateg; sovint instruïa en secret als seus generals pel que fa a l'estratègia, i les seves prediccions eren correctes. Del 42 al 43 el seu general Ma Yuan va acabar amb la revolta de les Germanes Trung al Vietnam, que va quedar incorporat als seus dominis.